# دون إيلياس
دون إيلياس (بالإنجليزية: Don Alias)‏ هو فنان إيقاعي وطبال وموسيقي وعازف جاز أمريكي، ولد في 25 ديسمبر 1939 في نيويورك في الولايات المتحدة، وتوفي بنفس المكان في 28 مارس 2006.

## وصلات خارجية
- الموقع الرسمي
- دون إيلياس على موقع ميوزك برينز (الإنجليزية)
- دون إيلياس على موقع أول ميوزيك (الإنجليزية)
- دون إيلياس على موقع ديسكوغز (الإنجليزية)